# Distretto di Atakum
Il distretto di Atakum (in turco Atakum ilçesi) è uno dei distretti della provincia di Samsun, in Turchia.